# Resolució 2264 del Consell de Seguretat de les Nacions Unides
La Resolució 2264 del Consell de Seguretat de les Nacions Unides fou adoptada per unanimitat el 9 de febrer de 2016. El Consell va acordar augmentar la quantitat de guàrdies de la MINUSCA a la República Centreafricana de 40 a 108. Fins aleshores la força era composta per 10.750 militars i 2.080 membres del personal de policia, 400 dels quals eren funcionaris. El nombre de guàrdies penitenciaris es va incrementar en 68 a 108.